# Robert von Althann

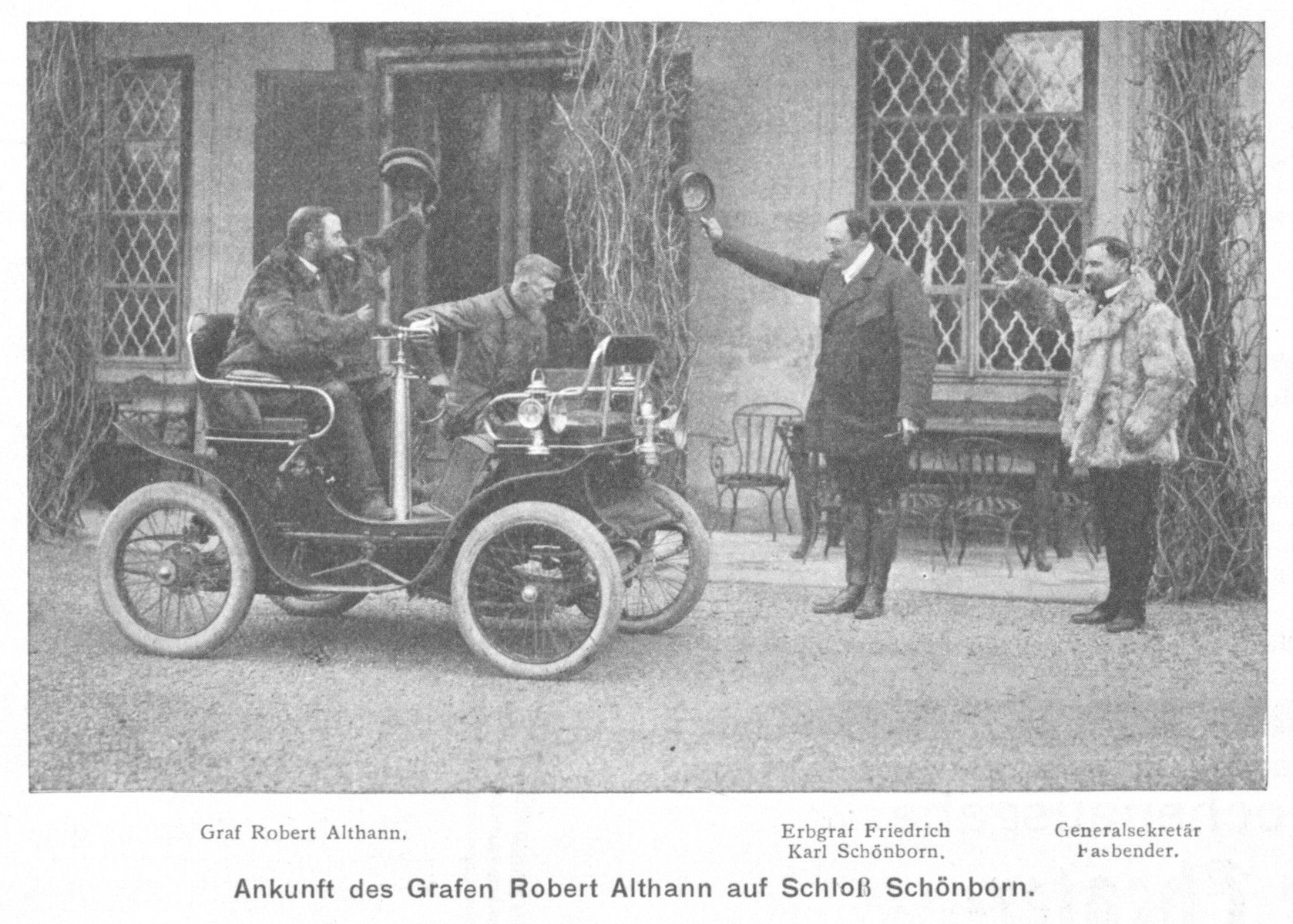
Robert von Althann kommt in seinem Auto zum Schloss Schönborn. Friedrich Carl von Schönborn-Wiesentheid (in der Mitte) und General-Sekretär Fasbender grüßen ihn. (Bild von Anton Huber, 1902)

Michael Robert Graf von Althann Freiherr auf der Goldburg zu Murstetten (* 18. Juli 1853 in Militschowes, Bezirk Jičin, Königgrätzer Kreis; † 25. Februar 1919 in Wien) war ein österreichisch-preußischer Gutsbesitzer und Politiker.

## Familie
Althann entstammte der Uradelsfamilie Althann, die neben ausgedehntem Grundbesitz im Österreichischen Kaiserreich auch umfangreiche Besitzungen in der bis 1763 böhmischen und danach preußischen Grafschaft Glatz besaß. Durch das Majorat Mittelwalde hielt die Familie einen erblichen Sitz im Preußischen Herrenhaus. Auch im Österreichischen Herrenhaus hatten die Althann einen erblichen Sitz.
Robert von Althann war Sohn des Michael Karl Graf von Althann und dessen zweiter Ehefrau Caroline Sarah Thomas (1827–1880). 1885 vermählte er sich mit Antonia Gräfin von Hatzfeldt-Wildenburg (1856–1933), Tochter des Herrenhausmitglieds Alfred Fürst von Hatzfeldt und der Gabriele Gräfin von Dietrichstein-Proskau-Leslie. Das Paar hatte drei Kinder.

## Leben
Althann war nach dem Tod seines Vaters Michael Karl Besitzer der Herrschaften Mittelwalde, Schönfeld und Wölfelsdorf in der Grafschaft Glatz, der Herrschaften Zwentendorf und Murstetten in Österreich sowie Swojschitz, Grulich und Militschowes in Böhmen. Er war spanischer Grande erster Klasse. Im Erzherzogtum Österreich ob und nieder der Enns hatte er den zeremoniellen Rang eines Oberst-Erbland-Vorschneiders, Schildträgers und Kampfrichters.
Robert von Althann war seit 1883 mit erblichem Recht Mitglied sowohl im Preußischen Herrenhaus als auch Mitglied des Österreichischen Herrenhauses. Beide Sitze hielt er bis zur Auflösung dieser Parlamente 1918 inne.